# العلاقات الأردنية الصومالية
العلاقات الأردنية الصومالية هي العلاقات الثنائية التي تجمع بين الأردن والصومال.

## مقارنة بين البلدين
هذه مقارنة عامة ومرجعية للدولتين:
| وجه المقارنة                                              | الأردن                   | الصومال                        |
| --------------------------------------------------------- | ------------------------ | ------------------------------ |
| المساحة (كم2)                                             | 89.34 ألف                | 637.66 ألف                     |
| عدد السكان (نسمة)                                         | 9.81 مليون               | 14.74 مليون                    |
| الكثافة السكانية (ن./كم²)                                 | 109.81                   | 23.12                          |
| العاصمة                                                   | عمان                     | مقديشو                         |
| اللغة الرسمية                                             | اللغة العربية            | اللغة الصومالية، اللغة العربية |
| العملة                                                    | دينار أردني              | شلن صومالي                     |
| الناتج المحلي الإجمالي (بليون دولار)                      | 40.07 مليار              | 7.37 مليار                     |
| الناتج المحلي الإجمالي (تعادل القوة الشرائية) بليون دولار | 82.80 مليار              |                                |
| الناتج المحلي الإجمالي الاسمي للفرد دولار أمريكي          | 4.94 ألف                 | 549                            |
| الناتج المحلي الإجمالي للفرد دولار أمريكي                 | 12.05 ألف                |                                |
| مؤشر التنمية البشرية                                      | 0.748                    |                                |
| رمز المكالمات الدولي                                      | +962                     | +252                           |
| رمز الإنترنت                                              | .jo                      | .so                            |
| المنطقة الزمنية                                           | ت ع م+02:00، ت ع م+03:00 | ت ع م+03:00                    |

## منظمات دولية مشتركة
يشترك البلدان في عضوية مجموعة من المنظمات الدولية، منها:
| علم المنظمة | اسم المنظمة                                 | تاريخ انضمام الأردن | تاريخ انضمام الصومال |
| ----------- | ------------------------------------------- | ------------------- | -------------------- |
|             | الصندوق العربي للإنماء الاقتصادي والاجتماعي | ?                   | ?                    |
|             | مؤسسة التنمية الدولية                       | 4 أكتوبر 1960       | 31 أغسطس 1962        |
|             | يونسكو                                      | 14 يونيو 1950       | 15 نوفمبر 1960       |
|             | الأمم المتحدة                               | 14 ديسمبر 1955      | 20 سبتمبر 1960       |
|             | الاتحاد البريدي العالمي                     | ?                   | ?                    |
|             | جامعة الدول العربية                         | 25 مايو 1946        | 14 فبراير 1974       |
|             | صندوق النقد العربي                          | ?                   | ?                    |
|             | البنك الدولي للإنشاء والتعمير               | 29 أغسطس 1952       | 31 أغسطس 1962        |
|             | منظمة التعاون الإسلامي                      | ?                   | ?                    |
|             | منظمة حظر الأسلحة الكيميائية                | ?                   | ?                    |
|             | الاتحاد الدولي للاتصالات                    | 20 مايو 1947        | 28 سبتمبر 1962       |
|             | مؤسسة التمويل الدولية                       | 20 يوليو 1956       | 31 أغسطس 1962        |
|             | المركز الدولي لتسوية المنازعات الاستشارية   | 29 نوفمبر 1972      | 30 مارس 1968         |
|             | منظمة الشرطة الجنائية الدولية               | ?                   | ?                    |

## وصلات خارجية
- موقع وزارة الخارجية الأردنية
- موقع وزارة الخارجية الصومالية